# ヴィンチェンツォ・トレンテ
ヴィンチェンツォ・トレンテ（イタリア語: Vincenzo Torrente, 1966年2月16日 - ）は、イタリア・パドヴァ出身の元サッカー選手。ヴィンチェンツォ・トッレンテ表記もみられる。現役時代のポジションはDF。2022年からカルチョ・パドヴァの監督を務めている。

## 経歴
1985-86シーズンから1999-2000シーズンまで長年に渡りジェノアでプレー、1994-95シーズンにチームがセリエB落ちした後もジェノアに留まってプレーを続け、ジェノアでの全公式戦の出場数は455試合、リーグ戦は通算412試合に出場した。
引退後の2002年、短期ながらジェノアを指揮した。

## タイトル
- セリエB : 1988-89
- アングロ＝イタリアン・カップ : 1996